# Mittlere akustisch evozierte Potentiale
Mittlere akustisch evozierte Potentiale (MAEP oder englisch AMLR (auditory middle latency response)) sind eine Untergruppe der akustisch evozierten Potentiale und wurden erstmals 1958 durch Geisler et al. beschrieben. Ihr Entstehungsort sind thalamische Bahnen und der Primäre Hörcortex. Im Gegensatz zu den FAEP werden nicht nur die Signalmaxima (P wie „positiv“), sondern auch die Minima bewertet (N wie „negativ“): Welle Po, Na, Pa, Nb (Laufzeit von 10 ms bis 80 ms).
Die medizinischen Verwendungsgebiete beschränken sich in Europa auf das Gebiet des
- Neuromonitoring in der Anästhesie.[2]

In den USA werden seit den 1990er Jahren die MAEPe auch eingesetzt zur:
- frequenzspezifische Hörschwellenschätzungen (z. B. bei Aggravation)
- Diagnostik von Thalamusstörungen und AVWS
- Diagnostik von kortikaler Reizfilterung oder Habituation z. B. bei Schizophrenie, Alkoholabusus; bei posttraumatischer Belastungsstörung (durch das Department of Veterans Affairs der USA an Soldaten mit Explosionstraumata[3])

## Methodik
Im Gegensatz zu den FAEP sind die MAEP im Schlaf nicht ableitbar, in Sedierung mit Amplitudenverminderung. Daher der Einsatz zum Monitoring der Narkosetiefe. Bei Kindern unter 10 Jahren sind die Potentiale nur inkonstant vorhanden.
Ableitpunkte (10-20er System): C5 – A1/A2 linke Hemisphäre, C6 – A1/A2 rechte Hemisphäre, Fz und Fn als Neutralelekrode.
Stimuliert wird mit Tonbursts, seltener mit Klicks.